# Чиркач великий
Чиркач великий (Amalocichla sclateriana) — вид горобцеподібних птахів родини тоутоваєвих (Petroicidae). Ендемік Нової Гвінеї.

## Опис
Довжина великого чиркача може досягати 20 см. Голова птаха номінативного підвиду зверху темно-оливкова, з боків яскраво-коричнева. Крила темно-коричневі, хвіст оливково-коричневий. Верхня частина горла біла. Нижня частина горла і верхня частина грудей світло-сірі, поцятковані коричневими плямками. Живіт і боки сірі. Очі карі, дзьоб коричневий, ноги жовто-коричневі. Виду не притаманний статевий диморфізм. Підвид A. s. occidentalis вирізняється темнішою верхньою частиною тіла, коричневішою і пістрявішою нижньою і довшим дзьобом.

## Поширення і підвиди
Великий чиркач є ендеміком Нової Гвінеї. Він мешкає в гірських лісах на висоті 2500–3900 м над рівнем моря. Номінативний підвид мешкає в горах сходу, зокрема на півострові Гуон. Підвид A. s. occidentalis мешкає поблизу гір Оранж в центральній частині острова. 

## Поведінка
Великий чиркач веде прихований спосіб життя. Через це, а також через важкодоступність до місць проживання птаха він малодосліджений. Це наземний птах. Харчується комахами, яких він шукає в лісовій підстилці.